# Національна дорога 24 (Польща)
Національна дорога 24 (пол. Droga krajowa nr 24, DK24) — національна дорога класу GP що пролягає між Пневами та Рудницею поблизу Гожува-Велькопольського, протяжністю 73 км. Ділянка цієї дороги у Великопольському воєводстві має асфальтові узбіччя шириною один метр. Проходить через два воєводства, тобто Любуське та Великопольське. Використовуючи DK92 і S3, вони з'єднує столиці цих воєводств Познань і Гожув-Великопольський, а через DK22 також може сполучати їх з Костшином над Одрою. У травні 2014 року траса національної дороги біля Сквежини була змінена — маршрут пролягав новою об'їзною з південного сходу, частково спільною ділянкою зі швидкісною дорогою S3.

## Допустиме навантаження на вісь
З 13 березня 2021 року на всій протяжності дороги дозволено рух транспортних засобів з навантаженням на одну ведучу вісь до 11,5 тонн.

## Важливі міста вздовж маршруту DK24
- Рудниця (DK22)
- Сквежина (S3) — об'їзд
- Пшиточна
- Квільч
- Любош
- Пневи (DK92) — об'їзна